# 市川展丈
市川 展丈（いちかわ のぶたけ、1973年7月5日 - ）は、日本の男性司会者、ラジオパーソナリティ、ナレーター、声優。
東京都出身。青二プロダクション所属。
サッカー、音楽、ファッション、健康にも精通している。

## 略歴
- 1992年（平成4年） - 東京スクールオブミュージック専門学校入学。
- 1994年（平成6年） - 東京スクールオブミュージック専門学校卒業後、サンディ所属。得意のアメリカンスタイルで人気を集める。
- 2003年（平成15年） - 青二プロダクション所属。

## ラジオパーソナリティ
- Dream Factory
- 赤坂LIVE
- db
- ノブタケの吉祥寺ヘヴン
- ライドオン ヒッツImmediately
- いーかげんにしーないと
- BREAK OUT MUSIC（UP'S〜Ultra Performer'S radio〜内）
- 市川展丈 NEXT GENERATION（同上）

## ナレーター

### テレビ

#### バラエティ番組
- サルヂエ（中京テレビ・日本テレビ）
- ダウンタウンのガキの使いやあらへんで!（日本テレビ）
- アミューズメントミューズ1/3娘（TBS）
- 王様のブランチ（TBS）
- サカスさん（TBS）
- 関口宏の東京フレンドパークII（TBS）
- ワンダフル（TBS）
- 金曜カーソル（WOWOWプライム）

#### その他のテレビ番組
- ウォッチ!（TBS）
- うたばん（TBS）
- J-SPORTS→J-SPO（TBS）
- J-SPORTS SUPER SOCCER PLUS（TBS）
- 2時ピタッ!（TBS）
- UEFA Euro 2004（TBS）
- アイアンシェフ（フジテレビ）
- CREATORS（フジテレビ）
- ぶらぶらサタデー（タカトシ&温水が行く小さな旅シリーズ、美川憲一&はるな愛のぶらり旅）（フジテレビ）
- すぽると!（フジテレビ、2014年4月より水曜日、日曜日のナレーション担当）
- 1984（テレビ朝日）
- PRO-File〜デビューノトビラ〜（テレビ朝日）
- 秋葉な連中（テレビ東京）
- らぶドキュ!（テレビ東京）
- フリューゲルス アワー（テレビ神奈川）
- Tokyo Boy（東京メトロポリタンテレビジョン）
- ソン・スンホンssi除隊その日から再び（旅チャンネル ）
- K-1 BATTLE SCRAMBLE（FIGHTING TV サムライ）
- NHK高校講座 地学基礎(NHK)
- グッとラック!（TBS）[6]
- 土曜スペシャル「速水もこみち、定食はじめました」（2020年1月25日、テレビ東京）
- アッコにおまかせ!（TBS、2023年5月14日、中井和哉の代役）

### PV
- ザ・キング・オブ・ファイターズ'98 アルティメットマッチPV

## 声優

### その他のテレビ番組
- どきどきこどもふどき（NHK教育テレビ）かげの声 役

### テレビアニメ
- ARIA The NATURAL（2006年）店の人 役

### 音声ドラマ
- ARIA The NATURAL（2006年）ラジオDJ 役
- INNOCENT（1995年）中学時代部員C 役

## 司会者

### 式典
- ワールドカップバレーボール 2003（DJ）
- 横浜フリューゲルス （スタジアムDJ）
- 赤坂LIVE in 武道館 （DJ）

### その他
- 日向坂46「ソンナコトナイヨ」-特典映像「日向坂46 大富豪No.1決定戦」MC